# Hohlspieker

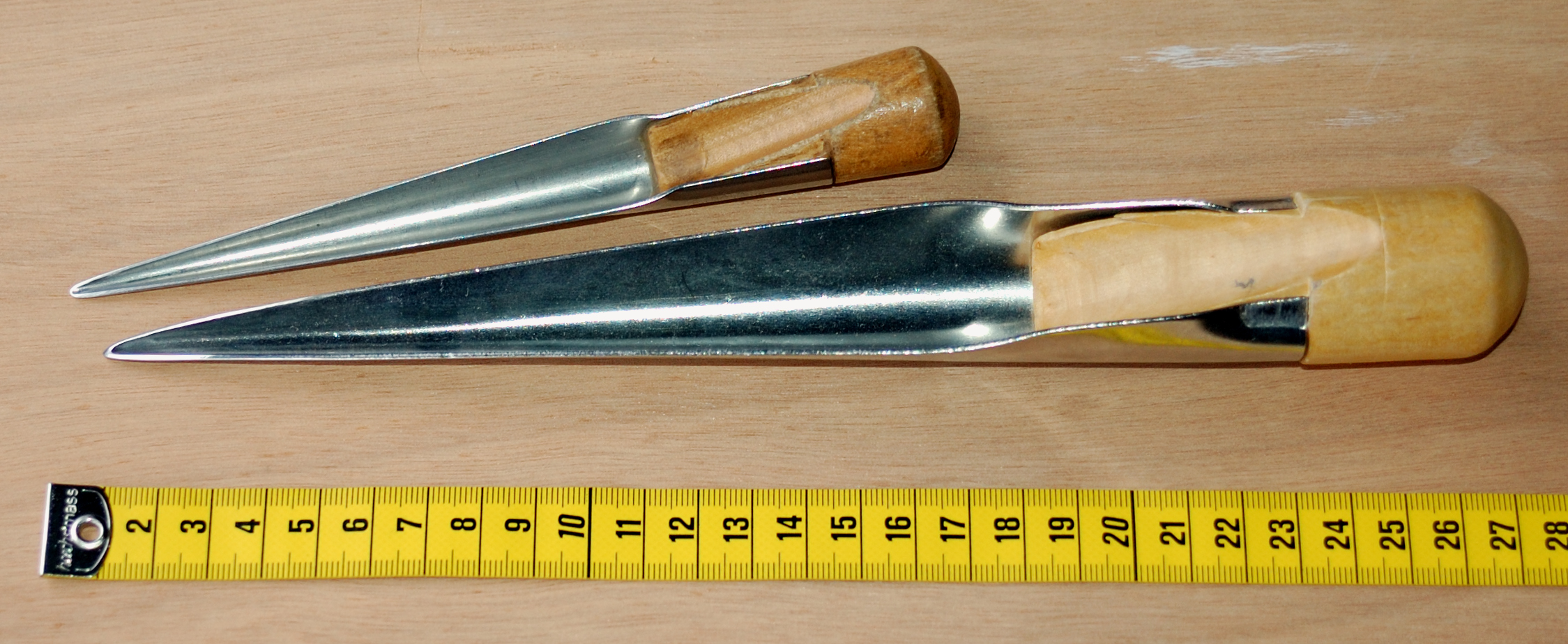
Zwei Hohlspieker in unterschiedlicher Größe.

Ein Hohlspieker, auch Spleißnagel genannt, ist ein eiserner Dorn aus Stahlblech in Form einer spitz zulaufenden Rinne mit einem (hölzernen) Knauf am dickeren Ende. Er ist ein Werkzeug des Taklers und dient, wie der Marlspieker, als Spleißwerkzeug für geschlagenes (gedrehtes) Tauwerk. Er wird zwischen die einzelnen Kardeele gesteckt, damit ein anderes Kardeel durch die entstandene Öffnung gesteckt werden kann. Das Kardeel wird in die Hohlform des Hohlspiekers gelegt und zusammen mit ihm durch das Seil gezogen. Dadurch wird das Spleißen wesentlich erleichtert.